# Silent Pool
Silent Pool est un étang d'Angleterre alimenté par une source souterraine et situé dans le comté de Surrey, entre les villages de Shere et d'Albury.

## Géologie
En été, l'étang est souvent à sec dû aux faibles précipitations qui ne permettent pas à la source de l'alimenter.
L'étang est situé près de celui de Sherbourne.

## Culture populaire
- L'étang serait hanté. La légende veut que la fille d'un bûcheron fût surprise en train de se baigner par un noble à cheval. Celui-ci n'ayant pas réussi à attirer la demoiselle au bord de l'eau, il rentra dans l'étang avec son cheval. La jeune fille apeurée se réfugia vers des eaux plus profonde où elle se noya. Lorsque le bûcheron revint, il trouva le corps de sa fille, ainsi que le chapeau du noble flottant sur l'eau. Il portait le nom du Prince John[1] !
- Lors de la disparition de la romancière Agatha Christie en décembre 1926, sa voiture, une Morris Cowley, est retrouvée près de l'étang de Silent Pool[2].
- Le poète Alfred Tennyson se rendait souvent au bord du l'étang, sans doute recherchant une certaine sérénité[2].